# オールドエコノミー
オールドエコノミー（old economy）とは、ニューエコノミーに対する概念で、古くからのビジネスを指す。

## 概要
1990年代後半、ITブームに乗り大量のIT企業が誕生した。来る21世紀には、インターネットを利用した新しいビジネスモデルが幅を利かせるようになり、相対的なオールドエコノミーの衰退が予想された。
ITブームも末期に入ると、オールドエコノミーと呼ばれていた企業もIT化を進めニューエコノミーの分野に進出してきた。この頃になると、基盤の弱い新参IT企業よりもビジネス経験の長いオールドエコノミーの企業群がニューエコノミー化して21世紀を迎えるという再評価もされた。
事実、20世紀後半にはオールドエコミーと呼ばれた企業群の増益が顕著となった。しかし、この増益はブームにのって経済全体で多額のIT投資が行なわれた結果であり、ニューエコノミー化の結果とは必ずしも言えなかった。
2000年にITブームは終了したが、企業のIT化は進み、ERPやSCMなどを活用したオールドエコノミー企業群は確実に効果を出しつつある。一方で、オールドエコノミー企業のいくつかはITブーム以前よりも悪い経営状況に陥りつつあり、生き残ったニューエコノミー企業に凌駕されつつある。